# Iscrizione runica U 871
Questa pietra runica è originaria di Ölsta, un villaggio dell'Uppland in Svezia.
Si crede che questa pietra sia rimasta nel luogo originale fino al 1896. Il luogo era vicino alla Eriksgata, la strada che il re percorse dopo esser stato eletto alle Pietre di Mora, per accettare i suoi doveri. 

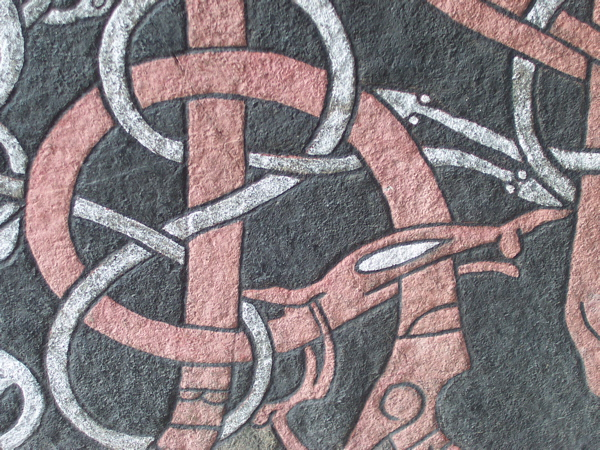
Dettaglio della Pietra

La pietra è stata venduta per 50 Corone svedesi nel 1896 al fondatore di Skansen, Artur Hazelius, dove rimane tutt'oggi.
Nel 1991, l'autorità svedese ha ricolorato la pietra per vedere come il colore protegge la pietra dalle intemperie e dal muschio. Si crede che la colorazione della pietra la protegga per almeno 40 anni.